# 拉姆科格爾山
47°10′25″N 12°24′14″E / 47.17361°N 12.40389°E

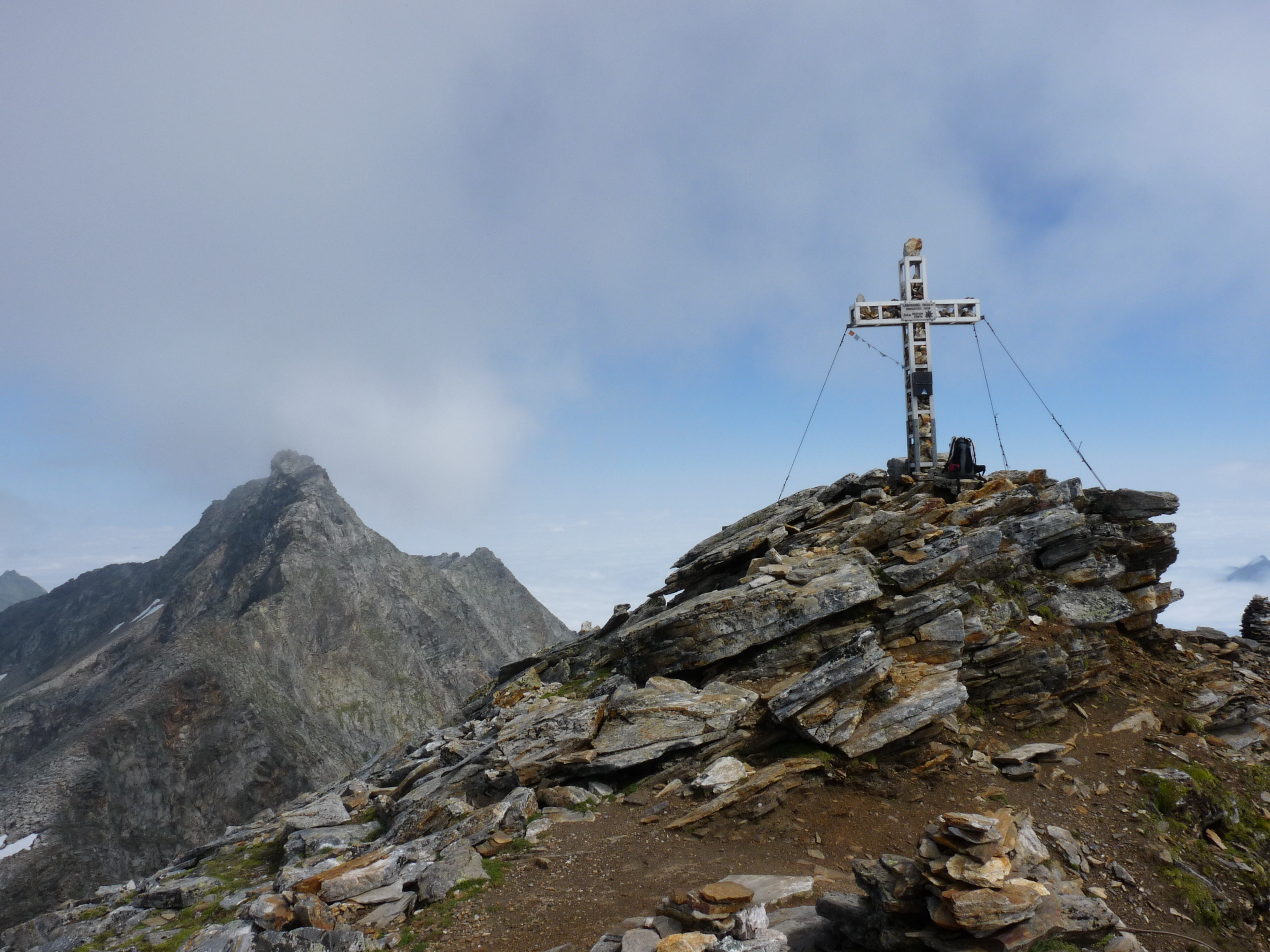

拉姆科格爾山（德語：Larmkogel），是奧地利的山峰，位於該國中部，由薩爾茨堡州負責管轄，屬於維內迪傑山脈的一部分，海拔高度3,017米，每年平均降雨量1,971毫米。